# أوي أكرمان
أوي أكرمان (بالألمانية: Uwe Ackermann)‏ (و. 1960  م) هو منافس ألعاب قوى من ألمانيا، وألمانيا الشرقية، ولد في تسفيكاو.

## روابط خارجية
- أوي أكرمان على موقع الاتحاد الدولي لألعاب القوى (الإنجليزية)